# Fulgencio Batista
Rubén Fulgencio Batista y Zaldívar (født 16. januar 1901 i Banes på Cuba, død 6. august 1973 i Guadalmina i Spanien) var en cubansk officer og politiker, der var Cubas valgte præsident fra 1940 til 1944 og amerikansk støttet militærdiktator fra 1952 til den 1. januar 1959, hvor han blev styrtet af Fidel Castros 26. juli-bevægelsen og dens allierede. 
Han vandt præsidentvalget i 1940. Ved valget i 1944 vandt Ramón Grau, men trak sig i 1948 og overlod præsidentembedet til Carlos Prío, der blev styrtet af Batista ved et statskup i 1952, kun tre måneder før der skulle udskrives valg.
Batista var diktator fra statskuppet til 1. januar 1959, hvor han blev styrtet af Fidel Castro.

## Opvækst og ungdom
Batista blev født på Cuba i 1901 i byen Banes i provinsen Holguín, nord for Birán, hvor Fidel Castro også blev født 25 år senere. Forældrene var Belisario Batista og Carmela Zaldívar, som havde kæmpet mod spanierne i den cubanske uafhængighedskrig. 
Batista måtte tidligt ud at arbejde for at bidrage til familiens økonomi. Han var af blandet herkomst og kom fra fattige kår. Ingen af delene gav de bedste muligheder i det lagdelte cubanske samfund i begyndelsen af 1900-tallet. I 1921 tog Batista til Havanna og meldte sig til hæren, en karrierevej, som mange fattige, unge cubanske mænd benyttede.

## Amerikansk mafia
I 1925, mens Batista steg i graderne frem til sergeant, blev Gerardo Machado valgt til præsident på Cuba. Med Machado voksede også den amerikanske mafias indflydelse i landet. Da USA i 1920 indførte et forbud mod spiritus satsede den amerikanske mafia på sukkersmugling og alkoholproduktion, men i løbet af 1920'erne blev mafiaen yderligere involveret i spil og hotel- og kasino-drift, prostitution og afpresning – såkaldt "beskyttelse".
I perioden frem til Fulgencio Batistas fald i 1959 voksede den amerikanske mafias indflydelse på Cuba, i første række koncentreret om Havanna og andre større byer. Især Havanna blev amerikanske turisters "forlystelseshus" og var i konkurrence med selveste Las Vegas i Nevada i denne henseende.
Mod slutningen af 1950'erne havde mafiaens indflydelse nået så langt, at mafiosi som Santo Trafficante jr., Lucky Luciano, Frank Costello og Meyer Lansky regelmæssigt plejede deres investeringer på Cuba gennem bestikkelser helt op på præsidentniveau.

## Første kup
Som sergeant ledede Batista i 1933 det såkaldte "sergentoprør", som afsatte Carlos Manuel de Céspedes y Quesadas interimsregering, som selv tidligere havde styrtet Gerardo Machado. Ramón Grau blev præsident og Batista blev stabschef for hæren og kontrollerede i realiteten præsidentembedet.

## Andet kup
Grau var kun præsident i omkring hundrede dage, før han blev afløst af Carlos Hevia y de los Reys Gavilán (5 dage), derefter af Carlos Mendieta y Montefur (11 måneder), José Agrippa Barnet y Vinageras (7 måneder) og så Miguel Mariano Gómez y Arias (7 måneder) før Federico Laredo Bru formåede at blive siddendee fra december 1936 til oktober 1940.

## Batista som præsident
I oktober 1940 blev Batista Cubas folkevalgte præsident. I 1944 blev Batista ved en lovændring nægtet at stille op til genvalg og han blev efterfulgt af Ramon Grau. Batista trak sig tilbage i frivillig eksil i Florida, før han vendte tilbage i 1952. Da han blev valgt til præsident, tilhørte Batista partiet "PAP" (Partido Acción Progresista)

## Tredje kup
Batista organiserede et militært statskup den 10. marts 1952 og styrtede Carlos Prío Socarrás (valgt i 1948) og blev diktator. Hans regering var på god fod med USAs regering og den amerikanske mafia. Et utal af nordamerikanske selskaber gjorde forretninger på Cuba, og øen blev et vigtigt turistmål. I 1950'erne voksede modstanden mod Batista, da indfødte cubanere anså sig selv som værende marginaliserede i deres eget land efter indtoget af nordamerikanske turister og virksomheder. 
I perioden 1952 – 1959 tilhørte Batista partiet "PAU" (Partido Acción Unitaria), som støttede ham i alle hans dispositioner.

## Modstanden mod Batista
Blandt de mange modstanderne af Batista var Fidel Castro. Castro havde prøvet at udfordre kuppet juridisk, men hans sag blev afvist. Castro blev sat i fængsel efter at have ledet et mislykket angreb den 26. juli 1953 på militærlejren Moncada i Santiago de Cuba By. Angrebet krævede mange liv blandt oprørerne. 
Med hjælp fra jesuittene blev Castro løsladt ved en amnesti i maj 1955 og drog i eksil til Mexico og USA, hvor han planlagde yderligere et kupforsøg. Da Castro vendte tilbage til Cuba som leder af 26. juli-bevægelsen i december 1956, blev de angrebet en række gange af Batistas tropper. Kun Castro og 22 andre overlevede og trak sig tilbage til bjergene i Sierra Maestra og førte derfra en guerillakrig.
I maj 1958 igangsatte Batista et stort angreb mod Castro og de andre oprørsgrupper, som ikke var knyttede til Castro. Castros styrker vandt en række sejre, selv om de var langt færre (ikke mere end omkring hundrede mand), men efterhånden blev styrket ved deserteringer fra Batistas hær. På baggrund af den tiltagende borgerkrig holdt Batista, som efter grundloven var forhindret i at fortsætte som præsident, et valg, hvori den af ham foretrukne kandidat, Carlos Rivero Aguero, slog modkandidaten Grau.

## Batistas fald
Den 1. januar 1959 flygtede Batista og Rivero til Den dominikanske republik, og Castro indtog Havanna.
Batista flyttede i permanent eksil i Portugal og Spanien, hvor han døde af hjertestop den 6. august 1973.